# The Departed
The Departed (titulada en español Infiltrados o Los infiltrados) es una película estadounidense de suspenso y crimen de 2006 dirigida por Martin Scorsese, escrita por William Monahan y protagonizada por Leonardo DiCaprio, Matt Damon, Jack Nicholson y Mark Wahlberg, con Martin Sheen, Ray Winstone, Vera Farmiga y Alec Baldwin en papeles secundarios. La película es a la vez una nueva versión de la película de Hong Kong de 2002 Infernal Affairs y también se basa libremente en la Winter Hill Gang de Boston; el personaje Colin Sullivan está basado en el agente corrupto del FBI John Connolly, mientras que el personaje Frank Costello está basado en el gánster Whitey Bulger.
La trama tiene lugar en Boston. El jefe de la mafia irlandesa, Frank Costello (Nicholson), coloca a Colin Sullivan (Damon) como infiltrado dentro de la Policía Estatal de Massachusetts; simultáneamente, la policía asigna al policía estatal encubierto Billy Costigan (DiCaprio) para infiltrarse en la banda de Costello. Cuando ambas partes se dan cuenta de la situación, Sullivan y Costigan intentan descubrir la identidad del otro antes de que los descubran.
The Departed fue un éxito comercial y de crítica, y obtuvo varios reconocimientos, incluidos cuatro Premios Óscar en la 79.ª edición de los Premios de la Academia: a la mejor película, mejor director, mejor guion adaptado y mejor montaje. Se convirtió en la primera y, hasta la fecha, la única victoria personal de Scorsese en los Óscar; Wahlberg fue nominado a mejor actor de reparto. La película también recibió seis nominaciones a los Globo de Oro, seis nominaciones a los BAFTA y dos nominaciones a los SAG. Por su actuación, DiCaprio fue candidato al Globo de Oro como mejor actor dramático, al BAFTA como mejor actor y al SAG como mejor actor de reparto.

## Argumento
Ya de niño, Colin Sullivan (Matt Damon) entra en contacto con la delincuencia organizada que gira en torno al jefe de la mafia irlandesa Frank Costello (Jack Nicholson) en el barrio de South Boston. Costello lo prepara para convertirlo en un topo dentro de la policía del estado de Massachusetts. Sullivan es aceptado en la Unidad de Investigaciones Especiales, que se centra en el crimen organizado. Por otro lado, el capitán Queenan (Martin Sheen) y el sargento Dignam (Mark Wahlberg) le plantean a Billy Costigan (Leonardo DiCaprio), poco antes de su graduación en la academia de policía, si accedería a trabajar como policía infiltrado, dados sus vínculos familiares con la mafia y los enormes recelos y antipatías que despertaría dentro del Cuerpo. Abandona la academia y se le hace pasar un tiempo en la cárcel bajo una acusación falsa por asalto para aumentar así su credibilidad como delincuente.
Dado que deben infiltrarse en sus respectivas organizaciones, Sullivan comienza un romance con la psiquiatra Madolyn Madden (Vera Farmiga). Costigan la ve durante su libertad condicional y también desarrolla una relación con ella. Después de que Costello escape de una operación encubierta, ambas partes toman conciencia de la existencia de un topo en su grupo. Sullivan dice que encontrará a la «rata» y le pide a Costello información sobre sus hombres para determinar quién puede ser el informante dentro de su organización. Costigan sigue a Costello a una sala de cine, donde Costello le da a Sullivan un sobre con información personal sobre los miembros de su organización. Costigan entonces persigue a Sullivan por el barrio chino para verle la cara y este intenta tenderle una trampa, pero al final ninguno de ellos consigue averiguar la identidad del otro. Poco después, Sullivan descubre que Queenan va a reunirse con su infiltrado, y encarga a policías a su mando que sigan los movimientos de Queenan con la excusa que puede ser el topo; pero cuando están vigilando en el lugar en que va a verse con Costigan, entran en ese lugar los hombres de Costello: Queenan logra que Costigan escape, pero muere a manos de esos hombres. Al ser visto allí, Costigan finge que había venido a unirse a ellos. Más tarde, el hombre de confianza de Costello, Fitzgibbons (David O'Hara), revela que Delahunt (Mark Rolston), un miembro de su organización, era un policía encubierto. Tras los dos fiascos, Dignam se ve obligado a dimitir.
Usando el teléfono de Queenan, Sullivan llega hasta Costigan, que se niega a abortar su misión. Sullivan se entera del papel de Costello como informante de la Oficina Federal de Investigación a partir del diario de Queenan, preocupándole que su identidad sea revelada. Con la ayuda de Costigan, Costello se ve inmerso en una redada, donde estalla un tiroteo entre su gente y la policía, donde la mayor parte de sus hombres mueren. Costello, ante Sullivan, admite que es un ocasional informante del FBI. Sullivan luego le dispara varias veces. Con Costello muerto, Sullivan es recibido como un héroe al día siguiente dentro del cuerpo. Con buena fe, Costigan se acerca a él para la restauración de su verdadera identidad, pero ve en el escritorio de Sullivan la documentación sobre sus hombres que le dio Costello (descubriendo que era el informante del mafioso) y huye. Sabiendo que ha sido descubierto, Sullivan borra todos los registros de Costigan del sistema de ordenador de la policía.
Madolyn le dice a Sullivan que está embarazada, pero no revela quién es el padre. Más tarde, ella descubre un paquete de Costigan que contiene un CD con las grabaciones de las conversaciones de Sullivan con Costello. Sullivan camina mientras se escucha y trata sin éxito de calmar sus sospechas. Se pone en contacto con Costigan, que revela que Costello había registrado cada conversación que tuvo con Sullivan. El abogado de Costello dejó a Costigan en posesión de las grabaciones y tiene la intención de implicar a Sullivan. Están de acuerdo en reunirse en el edificio donde Queenan murió.
En la terraza, Costigan captura a Sullivan con la guardia baja y lo esposa. Como Costigan había organizado en secreto, el oficial Brown (Anthony Anderson) aparece también en la terraza. Conmocionado, Brown saca su arma y apunta a Costigan, que trata de justificar sus acciones mediante la revelación de Sullivan como la «rata». Costigan le pregunta a Brown por qué Dignam no lo acompaña, pero Brown no contesta. Costigan lleva a Sullivan hasta el ascensor. Cuando llega a la planta baja, Costigan recibe un disparo en la cabeza por el agente Barrigan (James Badge Dale), quien también dispara a Brown y le revela a Sullivan que él también es un topo de Costello. Cuando Barrigan gira, Sullivan le dispara en la cabeza. En la sede de la policía, Sullivan identifica a Barrigan como el topo y a Costigan se le concede a título póstumo la Medalla al Mérito.
En el funeral de Costigan, Sullivan y Madolyn están en la tumba. Sullivan le pregunta qué va a pasar con el bebé, pero ella no le hace caso. Algún tiempo después, cuando Sullivan entra en su apartamento, Dignam, vistiendo patucos de hospital y guantes quirúrgicos, le dispara en la cabeza con una pistola con silenciador. Cuando Dignam sale y deja el cuerpo de Sullivan en el apartamento, una rata corretea a través de la barandilla fuera de la ventana.

## Reparto
- Leonardo DiCaprio como William «Billy» Costigan Jr.
- Matt Damon como el sargento Colin Sullivan.
- Jack Nicholson como Francis «Frank» Costello.
- Mark Wahlberg como el sargento Sean Dignam.
- Martin Sheen como el capitán Oliver «Charlie» Queenan.
- Ray Winstone como Arnold «Frenchy» French.
- Vera Farmiga como la doctora Madolyn Madden.
- Alec Baldwin como el capitán George Ellerby.
- Anthony Anderson como Trooper Brown.
- Kevin Corrigan como Sean Costigan.
- James Badge Dale como Trooper Barrigan.
- David O'Hara como «Fitzy» Fitzgibbons.
- Mark Rolston como Timothy Delahunt.
- Robert Wahlberg como agente especial del FBI Frank Lazio.
- John Cenatiempo como Mark Brambilla.
- Armen Garo como Eugene Fratti.
- Kristen Dalton como Gwen Costello.
- Amanda Lynch como Carmen.
- Shay Duffin como Phil.
- J.C. MacKenzie como Realtor.
- Conor Donovan como el joven Colin Sullivan.

## Producción
En enero de 2003, Warner Bros., el productor Brad Grey y el actor-productor Brad Pitt compraron los derechos para hacer una nueva versión la película de Hong Kong Infernal Affairs (2002) a Media Asia por 1,75 millones de dólares. Se contrató a William Monahan como guionista y, más tarde, Martin Scorsese, a quien le había gustado el guion de Monahan, se incorporó como director.
En marzo de 2004, United Press International anunció que Scorsese volvería a hacer Infernal Affairs y la ambientaría en Boston, y que Leonardo DiCaprio y Brad Pitt iba a ser los protagonistas. En un principio, Pitt iba a interpretar a Sullivan, luego argumentó que un actor más joven debería interpretarlo; decidió permanecer como productor de la película. El asociado de Scorsese, Kenneth Lonergan, sugirió a Matt Damon, que creció en Boston, para el papel de Sullivan, y Scorsese le pidió a Jack Nicholson que interpretara a Costello. El papel de Queenan se le ofreció a Robert De Niro, pero prefirió dedicarse a la dirección de El buen pastor. Con Pitt todavía confirmado como actor, Tom Cruise fue tenido en cuenta por el estudio para interpretar uno de los papeles protagonistas. Ray Liotta, primero, y Denis Leary después, recibieron ofertas para interpretar al sargento Dignan —finalmente interpretado por Mark Wahlberg—, pero rechazaron el papel por estar ocupados con otros proyectos. Scorsese también le ofreció un papel a Mel Gibson, pero se encontraba trabajando en la dirección de Apocalypto; finalmente Alec Baldwin se quedó con el papel.
Nicholson quería que la película tuviera «un poco de algo más» que las películas de gánsteres habituales y al guionista Monahan se le ocurrió la idea de basar el personaje de Costello en el gánster Whitey Bulger. Esto le aportó al guion un elemento de realismo e incertidumbre peligrosa, debido a la carta blanca que el FBI le había dado a Bulger a cambio de revelar información sobre sus compañeros criminales. Un asesor técnico de la película fue Tom Duffy, que había trabajado durante tres décadas en el Departamento de Policía de Boston, en particular como detective encubierto que investigaba a la mafia irlandesa.
Warner Bros. dio oficialmente luz verde a The Departed a principios de 2005 y comenzó a rodarse en la primavera de 2005. Parte de la película se rodó en locaciones de Boston. Por razones presupuestarias y logísticas, muchas escenas, en particular las interiores, se rodaron en lugares y escenarios de la ciudad de Nueva York, que tenía incentivos fiscales para los cineastas que Boston no tenía en ese momento.

## Estreno
The Departed recaudó 132,4 millones de dólares en los Estados Unidos y Canadá y 159 millones en otros territorios para un total bruto de 291,5 millones, frente a un presupuesto de producción de 90 millones.
La película recaudó 26,9 millones de dólares en su primer fin de semana, convirtiéndose en la cuarta película de Scorsese en debutar en el número uno. En las siguientes tres semanas, la película recaudó 19 millones, 13,5 millones y 9,8 millones, terminando cada vez en segundo lugar en la taquilla, antes de recaudar 7,7 millones y caer al quinto lugar en su quinta semana.

## Recepción

### Crítica
En el agregador de reseñas Rotten Tomatoes, la película tiene un índice de aprobación del 91 % basado en 285 reseñas, con una calificación promedio de 8,3/10. El consenso de los críticos del sitio web dice: «Con un trabajo sobresaliente de un elenco excelente, The Departed es un drama de gángsters completamente fascinante con la autenticidad descarnada y la moralidad espesa que esperamos de Martin Scorsese». Metacritic, que utiliza un promedio ponderado, asignó a la película una puntuación de 85 sobre 100 basada en 39 críticas, lo que indica «aclamación universal». El público encuestado por CinemaScore le dio a la película una calificación promedio de «A−» en una escala de A+ a F.
Entertainment Weekly la incluyó en su lista de las mejores del fin de la década y dijo: «Si tienen suerte, los directores hacen una película clásica en su carrera. Martin Scorsese tiene una por década (Taxi Driver en los años 1970, Toro salvaje en los 80, Goodfellas en los 90). Su obra maestra de la mafia irlandesa de 2006 mantuvo viva la racha». Peter Travers de Rolling Stone la calificó con su máxima puntuación y expresó: «es un nuevo clásico del cine criminal estadounidense del legendario Martin Scorsese, cuyo talento brilla aquí a su máximo nivel» y dijo que era la mejor película del año. René Rodriguez del Miami Herald también la consideró la mejor película del año diciendo: «esta es la película más vibrante, más emocionante y más estimulante del año».
Roger Ebert le dio a la película cuatro estrellas de cuatro, elogiando a Scorsese por diferenciar temáticamente su película de la original. El crítico James Berardinelli del portal Reel Views otorgó a la película cuatro estrellas de cuatro, destacándola como «una tragedia épica estadounidense». Continuó afirmando que la película merece ser clasificada junto con los éxitos anteriores de Scorsese, incluidos Taxi Driver, Toro salvaje y Goodfellas. Berardinelli la consideró una de las mejores películas de la década y expresó: «la película original fue valiente y entretenida, la nueva versión es una obra maestra, el mejor esfuerzo de Martin Scorsese que ha llevado a la pantalla desde Goodfellas». Todd McCarthy de Variety expresó: «esta reelaboración del popular filme de Hong Kong está pulsada con energía, diálogos picantes y actuaciones de un estupendo y excelente elenco».
Andrew Lau, codirector de Infernal Affairs, quien fue entrevistado por el periódico Apple Daily de Hong Kong, dijo: «Por supuesto que creo que la versión que hice es mejor, pero la versión de Hollywood también es bastante buena. [Scorsese] hizo la versión de Hollywood más en sintonía con la cultura estadounidense». Andy Lau, uno de los actores principales de Infernal Affairs, cuando se le preguntó cómo se compara la película con la original, dijo: «The Departed fue demasiado larga y se sintió como si Hollywood hubiera combinado las tres películas de Infernal Affairs». Aunque Lau dijo que el guion de la nueva versión tenía algunas «frases de oro», también opinó que tenía demasiadas malas palabras. Finalmente calificó a The Departed con ocho de diez y dijo que vale la pena ver la nueva versión de Hollywood, aunque según la portavoz de Lau, Alice Tam, sintió que la combinación de los dos personajes femeninos en uno en The Departed no resultó tan buena como en la original.

### Listas de las mejores películas
La película apareció en las listas de las diez mejores películas de 2006 de varios críticos de cine. Carrie Rickey de The Philadelphia Inquirer, Joe Morgenstern de The Wall Street Journal, Ruthe Stein de San Francisco Chronicle y Steven Rea de The Philadelphia Inquirer la nombraron una de las diez mejores películas de 2006. Richard Roeper del Chicago Sun-Times la nombró la mejor película de la década de 2000.
- 1.º - Richard Roeper, Ebert and Roeper
- 1.º - Peter Travers, Rolling Stone
- 1.º - René Rodriguez, Miami Herald
- 1.º - Scott Tobias, The A.V. Club
- 1.º - Joshua Rothkopf, Time Out New York
- 1.º - Philip Martin, Arkansas Democrat-Gazette
- 1.º - James Berardinelli, ReelViews
- 2.º - Chris Kaltenbach, The Baltimore Sun
- 2.º - Adam Kempenaar, Filmspotting
- 2.º - Keith Phipps, The A.V. Club
- 2.º - Kyle Smith, New York Post
- 2.º - Mike Russell, The Oregonian
- 2.º - Richard James Havis, The Hollywood Reporter
- 2.º - Richard Schickel, Time
- 3.º - Frank Scheck, The Hollywood Reporter
- 4.º - Glenn Kenny, Premiere
- 4.º - Marc Savlov, The Austin Chronicle
- 4.º - Michael Wilmington, Chicago Tribune
- 4.º - Roger Ebert, Chicago Sun-Times
- 5.º - Empire
- 5.º - David Ansen, Newsweek
- 5.º - Kevin Crust, Los Angeles Times
- 5.º - Lisa Schwarzbaum, Entertainment Weekly
- 5.º - Stephen Hunter, The Washington Post
- 6.º - Ann Hornaday, The Washington Post
- 6.º - Jack Mathews, Daily News
- 6.º - Nathan Rabin, The A.V. Club
- 6.º - Ty Burr, The Boston Globe
- 7.º - Nathan Lee, The Village Voice
- 7.º - Noel Murray, The A.V. Club
- 7.º - Peter Hartlaub, San Francisco Chronicle
- 8.º - Michael Sragow, The Baltimore Sun
- 9.º - Claudia Puig, USA Today
- 9.º - Desson Thomson, The Washington Post
- 9.º - Lou Lumenick, New York Post
- 9.º - Michael Rechtshaffen, The Hollywood Reporter

### Premios
En la 64.ª entrega de los Globos de Oro el 15 de enero de 2007, The Departed ganó el premio al mejor director (Martin Scorsese) y estuvo nominada en otras cinco categorías, entre ellas mejor película dramática, mejor actor (Leonardo DiCaprio), mejor actor de reparto (Mark Wahlberg) y mejor guion (William Monahan).
En la 79.ª edición de los Premios de la Academia el 25 de febrero de 2007, el file ganó cuatro Premios Óscar: mejor película (Graham King), mejor director (Scorsese), mejor montaje (Thelma Schoonmaker) y mejor guion adaptado (William Monahan). Mark Wahlberg también fue nominado al premio al mejor actor de reparto por su actuación, pero perdió ante Alan Arkin por su papel en Little Miss Sunshine.
La película marcó la primera vez que Scorsese ganó un Óscar después de cinco candidaturas anteriores. Muchos opinaron que se lo merecía años antes por sus esfuerzos anteriores y la victoria fue descrita como un «premio a la trayectoria por una película menor». El mismo Scorsese bromeó diciendo que ganó porque: «Esta es la primera película que hago con una trama».
En los Premios Satellite el 18 de diciembre de 2006, The Departed ganó premios a mejor reparto, mejor película, mejor guion adaptado y mejor actor de reparto (DiCaprio). En 2008, fue nominado para la lista Top 10 Gangster Films del American Film Institute.
| Premio                                              | Categoría                                                    | Nominado | Resultado     | Ref.   |
| --------------------------------------------------- | ------------------------------------------------------------ | --- | ------------- | ------ |
| Premios Óscar                                       | Mejor película                                               | Graham King | Ganador       | [ 41 ] |
| Premios Óscar                                       | Mejor director                                               | Martin Scorsese | Ganador       | [ 41 ] |
| Premios Óscar                                       | Mejor actor de reparto                                       | Mark Wahlberg | Candidato     | [ 41 ] |
| Premios Óscar                                       | Mejor guion adaptado                                         | William Monahan | Ganador       | [ 41 ] |
| Premios Óscar                                       | Mejor montaje                                                | Thelma Schoonmaker | Ganadora      | [ 41 ] |
| Asociación de Críticos de Cine Afroamericanos       | Las diez mejores películas del año                           | Las diez mejores películas del año | Tercer lugar  | [ 42 ] |
| Editores de Cine de Estados Unidos                  | Mejor edición de largometraje - Dramático                    | Thelma Schoonmaker | Ganadora      | [ 43 ] |
| Art Directors Guild Awards                          | Excelencia en diseño de producción - Cine contemporáneo      | Excelencia en diseño de producción - Cine contemporáneo                                                                                         | Candidata     | [ 44 ] |
| Asociación de críticos de cine de Austin            | Mejor actor                                                  | Leonardo DiCaprio | Ganador       | [ 45 ] |
| Asociación de críticos de cine de Austin            | Mejor actor de reparto                                       | Jack Nicholson | Ganador       | [ 45 ] |
| Boston Society of Film Critics                      | Mejor director                                               | Martin Scorsese | Ganador       | [ 46 ] |
| Boston Society of Film Critics                      | Mejor película                                               | Mejor película | Ganadora      | [ 46 ] |
| Boston Society of Film Critics                      | Mejor guion                                                  | William Monahan | Ganador       | [ 46 ] |
| Boston Society of Film Critics                      | Mejor actor de reparto                                       | Mark Wahlberg | Ganador       | [ 46 ] |
| Boston Society of Film Critics                      | Mejor reparto                                                | Mejor reparto | Segundo lugar | [ 46 ] |
| Boston Society of Film Critics                      | Mejor actor de reparto                                       | Alec Baldwin | Segundo lugar | [ 46 ] |
| Premios BAFTA                                       | Mejor actor                                                  | Leonardo DiCaprio | Candidato     | [ 47 ] |
| Premios BAFTA                                       | Mejor director                                               | Martin Scorsese | Candidato     | [ 47 ] |
| Premios BAFTA                                       | Mejor montaje                                                | Thelma Schoonmaker | Candidata     | [ 47 ] |
| Premios BAFTA                                       | Mejor película                                               | Graham King Brad Pitt Brad Grey | Candidatos    | [ 47 ] |
| Premios BAFTA                                       | Mejor guion adaptado                                         | William Monahan | Candidato     | [ 47 ] |
| Premios BAFTA                                       | Mejor actor de reparto                                       | Jack Nicholson | Candidato     | [ 47 ] |
| Premios de la Crítica Cinematográfica               | Mejor actor                                                  | Leonardo DiCaprio | Candidato     | [ 48 ] |
| Premios de la Crítica Cinematográfica               | Mejor reparto                                                | Mejor reparto | Candidata     | [ 48 ] |
| Premios de la Crítica Cinematográfica               | Mejor compositor                                             | Howard Shore | Candidato     | [ 48 ] |
| Premios de la Crítica Cinematográfica               | Mejor director                                               | Martin Scorsese | Ganador       | [ 48 ] |
| Premios de la Crítica Cinematográfica               | Mejor película                                               | Mejor película | Ganadora      | [ 48 ] |
| Premios de la Crítica Cinematográfica               | Mejor actor de reparto                                       | Jack Nicholson | Candidato     | [ 48 ] |
| Premios de la Crítica Cinematográfica               | Mejor escritor                                               | William Monahan | Candidato     | [ 48 ] |
| Central Ohio Film Critics                           | Mejor director                                               | Martin Scorsese | Ganador       | [ 49 ] |
| Central Ohio Film Critics                           | Mejor actor                                                  | Leonardo DiCaprio | Ganador       | [ 49 ] |
| Central Ohio Film Critics                           | Mejor reparto                                                | Mejor reparto | Ganadora      | [ 49 ] |
| Central Ohio Film Critics                           | Mejor guion adaptado                                         | William Monahan | Ganador       | [ 49 ] |
| Central Ohio Film Critics                           | Mejor película                                               | Mejor película | Segundo lugar | [ 49 ] |
| Central Ohio Film Critics                           | Actor del año                                                | Leonardo DiCaprio | Segundo lugar | [ 49 ] |
| Asociación de Críticos de Cine de Chicago           | Mejor actor                                                  | Leonardo DiCaprio | Candidato     | [ 50 ] |
| Asociación de Críticos de Cine de Chicago           | Mejor fotografía                                             | Michael Ballhaus | Candidato     | [ 50 ] |
| Asociación de Críticos de Cine de Chicago           | Mejor director                                               | Martin Scorsese | Ganador       | [ 50 ] |
| Asociación de Críticos de Cine de Chicago           | Mejor película                                               | Mejor película | Ganadora      | [ 50 ] |
| Asociación de Críticos de Cine de Chicago           | Mejor guion adaptado                                         | William Monahan | Ganador       | [ 50 ] |
| Asociación de Críticos de Cine de Chicago           | Mejor actor de reparto                                       | Jack Nicholson | Candidato     | [ 50 ] |
| Asociación de Críticos de Cine de Dallas-Fort Worth | Mejor director                                               | Martin Scorsese | Ganador       | [ 51 ] |
| Asociación de Críticos de Cine de Dallas-Fort Worth | Mejor película                                               | Mejor película | Segundo lugar | [ 51 ] |
| Asociación de Críticos de Cine de Dallas-Fort Worth | Mejor actor                                                  | Leonardo DiCaprio | Segundo lugar | [ 51 ] |
| Asociación de Críticos de Cine de Dallas-Fort Worth | Las 10 mejores películas del año                             | Las 10 mejores películas del año | Segundo lugar | [ 51 ] |
| Premios del Sindicato de Directores                 | Mejor dirección                                              | Martin Scorsese | Ganador       | [ 52 ] |
| Premios Empire                                      | Mejor thriller                                               | Mejor thriller | Ganadora      | [ 53 ] |
| Premios Empire                                      | Mejor actor                                                  | Leonardo DiCaprio | Candidato     | [ 53 ] |
| Premios Empire                                      | Mejor director                                               | Martin Scorsese | Candidato     | [ 53 ] |
| Premios Empire                                      | Mejor debutante femenina                                     | Vera Farmiga | Candidata     | [ 53 ] |
| Premios Empire                                      | Mejor película                                               | Mejor película | Candidata     | [ 53 ] |
| Premios Empire                                      | Escena del año (Frank y el Sr. French interrogan a Costigan) | Escena del año (Frank y el Sr. French interrogan a Costigan)                                                                                    | Candidata     | [ 53 ] |
| Florida Film Critics Circle                         | Mejor director                                               | Martin Scorsese | Ganador       | [ 54 ] |
| Florida Film Critics Circle                         | Mejor película                                               | Mejor película | Ganadora      | [ 54 ] |
| Florida Film Critics Circle                         | Mejor guion                                                  | William Monahan | Ganador       | [ 54 ] |
| Florida Film Critics Circle                         | Mejor actor de reparto                                       | Jack Nicholson | Ganador       | [ 54 ] |
| Premios Globo de Oro                                | Mejor actor - Drama                                          | Leonardo DiCaprio | Candidato     | [ 34 ] |
| Premios Globo de Oro                                | Mejor director                                               | Martin Scorsese | Ganador       | [ 34 ] |
| Premios Globo de Oro                                | Mejor película dramática                                     | Mejor película dramática | Candidata     | [ 34 ] |
| Premios Globo de Oro                                | Mejor guion                                                  | William Monahan | Candidato     | [ 34 ] |
| Premios Globo de Oro                                | Mejor actor de reparto                                       | Jack Nicholson | Candidato     | [ 34 ] |
| Premios Globo de Oro                                | Mejor actor de reparto                                       | Mark Wahlberg | Candidato     | [ 34 ] |
| Premios Grammy                                      | Mejor álbum de banda sonora para medio visual                | Howard Shore | Candidato     |        |
| International Cinephile Society                     | Mejor película                                               | Mejor película | Segundo lugar | [ 55 ] |
| International Cinephile Society                     | Mejor actor                                                  | Leonardo DiCaprio | Ganador       | [ 55 ] |
| International Cinephile Society                     | Mejor reparto                                                | Mejor reparto | Ganadora      | [ 55 ] |
| International Cinephile Society                     | Mejor guion adaptado                                         | William Monahan | Ganador       | [ 55 ] |
| Iowa Film Critics                                   | Mejor director                                               | Martin Scorsese | Ganador       |        |
| Irish Film & Television Academy                     | Mejor película internacional                                 | | Candidata     |        |
| Irish Film & Television Academy                     | Elección del público al mejor actor internacional            | Leonardo DiCaprio | Ganador       |        |
| Kansas City Film Critics                            | Mejor guion adaptado                                         | William Monahan | Ganador       | [ 56 ] |
| Las Vegas Film Critics                              | Mejor director                                               | Martin Scorsese | Ganador       | [ 57 ] |
| Las Vegas Film Critics                              | Mejor montaje                                                | Thelma Schoonmaker | Ganadora      | [ 57 ] |
| Las Vegas Film Critics                              | Mejor película                                               | Mejor película | Ganadora      | [ 57 ] |
| London Film Critics' Circle                         | Director del año                                             | Martin Scorsese | Candidato     | [ 58 ] |
| London Film Critics' Circle                         | Productor británico del año                                  | Graham King | Candidato     | [ 58 ] |
| London Film Critics' Circle                         | Película del año                                             | Película del año | Candidata     | [ 58 ] |
| MTV Movie Awards                                    | Mejor villano                                                | Jack Nicholson | Ganador       | [ 59 ] |
| National Board of Review                            | Las 10 mejores películas del año (#4)                        | Las 10 mejores películas del año (#4) | Incluida      | [ 60 ] |
| National Board of Review                            | Mejor reparto                                                | Anthony Anderson Alec Baldwin James Badge Dale Matt Damon Leonardo DiCaprio Vera Farmiga Jack Nicholson Martin Sheen Mark Wahlberg Ray Winstone | Ganadores     | [ 60 ] |
| National Board of Review                            | Mejor director                                               | Martin Scorsese | Ganador       | [ 60 ] |
| New York Film Critics                               | Mejor director                                               | Martin Scorsese | Ganador       | [ 61 ] |
| New York Film Critics                               | Mejor película                                               | Mejor película | Candidata     | [ 61 ] |
| New York Film Critics                               | Mejor guion                                                  | William Monahan | Candidato     | [ 61 ] |
| National Society of Film Critics                    | Mejor director                                               | Martin Scorsese | Segundo lugar | [ 62 ] |
| National Society of Film Critics                    | Mejor actor de reparto                                       | Mark Wahlberg | Ganador       | [ 62 ] |
| Oklahoma Film Critics                               | Mejor película                                               | Mejor película | Segundo lugar | [ 63 ] |
| Oklahoma Film Critics                               | Mejor director                                               | Martin Scorsese | Ganador       | [ 63 ] |
| Sociedad de Críticos de Cine en Línea               | Mejor actor                                                  | Leonardo DiCaprio | Candidato     | [ 64 ] |
| Sociedad de Críticos de Cine en Línea               | Mejor director                                               | Martin Scorsese | Ganador       | [ 64 ] |
| Sociedad de Críticos de Cine en Línea               | Mejor montaje                                                | Thelma Schoonmaker | Candidata     | [ 64 ] |
| Sociedad de Críticos de Cine en Línea               | Mejor película                                               | Mejor película | Candidata     | [ 64 ] |
| Sociedad de Críticos de Cine en Línea               | Mejor guion adaptado                                         | William Monahan | Candidato     | [ 64 ] |
| Sociedad de Críticos de Cine en Línea               | Mejor actor de reparto                                       | Jack Nicholson | Candidato     | [ 64 ] |
| Sociedad de Críticos de Cine en Línea               | Mejor actor de reparto                                       | Mark Wahlberg | Candidato     | [ 64 ] |
| Premios del Sindicato de Productores de América     | Productor del año                                            | Graham King | Candidato     | [ 65 ] |
| Phoenix Film Critics                                | Mejor director                                               | Martin Scorsese | Ganador       | [ 66 ] |
| Phoenix Film Critics                                | Mejor montaje                                                | Thelma Schoonmaker | Ganadora      | [ 66 ] |
| Phoenix Film Critics                                | Mejor actor de reparto                                       | Jack Nicholson | Ganador       | [ 66 ] |
| Phoenix Film Critics                                | Mejor guion adaptado                                         | William Monahan | Ganador       | [ 66 ] |
| Premios Satellite                                   | Mejor reparto                                                | Mejor reparto | Ganadora      | [ 67 ] |
| Premios Satellite                                   | Mejor director                                               | Martin Scorsese | Candidato     | [ 67 ] |
| Premios Satellite                                   | Mejor película - Drama                                       | Mejor película - Drama | Ganadora      | [ 67 ] |
| Premios Satellite                                   | Mejor guion adaptado                                         | William Monahan | Ganador       | [ 67 ] |
| Premios Satellite                                   | Mejor actor de reparto                                       | Leonardo DiCaprio | Ganador       | [ 67 ] |
| Premios Satellite                                   | Mejor actor de reparto                                       | Jack Nicholson | Candidato     | [ 67 ] |
| Premios Saturn                                      | mejor película de acción, thriller o aventuras               | mejor película de acción, thriller o aventuras                                                                                                  | Candidata     |        |
| Premios del Sindicato de Actores                    | Mejor reparto                                                | Anthony Anderson Alec Baldwin Matt Damon Leonardo DiCaprio Vera Farmiga Jack Nicholson Martin Sheen Mark Wahlberg Ray Winstone                  | Candidatos    | [ 68 ] |
| Premios del Sindicato de Actores                    | Mejor actor de reparto                                       | Leonardo DiCaprio | Candidato     | [ 68 ] |
| Southeastern Film Critics                           | Mejor director                                               | Martin Scorsese | Ganador       | [ 69 ] |
| Southeastern Film Critics                           | Mejor película                                               | Mejor película | Ganadora      | [ 69 ] |
| Southeastern Film Critics                           | Mejor guion adaptado                                         | William Monahan | Ganador       | [ 69 ] |
| Spike TV Guys' Choice Awards                        | Mejor Gangstertainment                                       | Mejor Gangstertainment | Ganadora      |        |
| Asociación de Críticos de Cine de San Luis          | Mejor película                                               | Mejor película | Ganadora      | [ 70 ] |
| Asociación de Críticos de Cine de San Luis          | Mejor director                                               | Martin Scorsese | Ganador       | [ 70 ] |
| Asociación de Críticos de Cine de San Luis          | Mejor actor                                                  | Leonardo DiCaprio | Candidato     | [ 70 ] |
| Asociación de Críticos de Cine de San Luis          | Mejor actor de reparto                                       | Jack Nicholson | Candidato     | [ 70 ] |
| Asociación de Críticos de Cine de San Luis          | Mejor guion                                                  | William Monahan | Candidato     | [ 70 ] |
| Asociación de Críticos de Cine de San Luis          | Mejor fotografía                                             | Michael Ballhaus | Candidato     | [ 70 ] |
| Toronto Film Critics Association                    | Mejor director                                               | Martin Scorsese | Candidato     | [ 71 ] |
| Toronto Film Critics Association                    | Mejor película                                               | Mejor película | Candidata     | [ 71 ] |
| Toronto Film Critics Association                    | Mejor actor de reparto                                       | Mark Wahlberg | Candidato     | [ 71 ] |
| Toronto Film Critics Association                    | Mejor guion                                                  | William Monahan | Candidato     | [ 71 ] |
| Utah Film Critics                                   | Mejor película                                               | Mejor película | Segundo lugar | [ 72 ] |
| Utah Film Critics                                   | Mejor actor de reparto                                       | Mark Wahlberg | Segundo lugar | [ 72 ] |
| Washington D. C. Area Film Critics Association      | Mejor director                                               | Martin Scorsese | Ganador       | [ 73 ] |
| Premios WGA                                         | Mejor guion adaptado                                         | William Monahan | Ganador       | [ 74 ] |

## Análisis
El crítico de cine Stanley Kauffmann dijo que para The Departed, Scorsese «aparentemente estaba preocupado por la idea de identidad, una de las temáticas antiguas del drama, y cómo afecta las acciones, las emociones, el autoconocimiento e incluso los sueños». Kauffmann, sin embargo, no encontró el tema transmitido con particular eficacia en la película. El crítico Roger Ebert comparó la búsqueda de aprobación de Costigan y Sullivan de aquellos a quienes están engañando con el síndrome de Estocolmo. Ebert también notó los temas de la culpa católica.
En la escena final, se ve una rata en el alféizar de la ventana de Sullivan. Scorsese reconoce que, si bien no debe tomarse literalmente, de alguna manera simboliza la «búsqueda de la rata» en la película y la fuerte sensación de desconfianza entre los personajes, muy similar a los Estados Unidos posteriores al 11 de septiembre. La vista de la ventana detrás de la rata es un guiño a películas de gánsteres como Little Caesar (1931), Scarface (1932) y White Heat (1949).
A lo largo de la película, Scorsese usa la «X» para presagiar la muerte, de una manera similar a Scarface de Howard Hawks. Por ejemplo, la «X» se puede ver en tomas de soportes de vigas transversales en una pasarela del aeropuerto cuando Costigan está llamando al sargento Dignam, la «X» iluminada en la pared de la oficina de Sullivan cuando le asegura a Costello por teléfono que Costigan no es la rata, las ventanas selladas con cinta adhesiva del edificio en el que entra Queenan antes de ser arrojado al vacío, detrás de la cabeza de Costigan en el ascensor antes de recibir un disparo y el piso alfombrado del pasillo cuando Sullivan regresa a su apartamento antes de que Dignam le dispare al final de la película.

## Versión casera
The Departed fue lanzado por Warner Home Video en DVD en 2007. La película está disponible en una edición de pantalla completa de un solo disco (1.33: 1), una edición de pantalla ancha de un solo disco (2.40: 1) y una edición especial de 2 discos. El segundo disco contiene escenas eliminadas; un artículo sobre la influencia de la Little Italy de Nueva York en Scorsese; un perfil de Turner Classic Movies; y un documental de 21 minutos titulado Stranger Than Fiction: The True Story of Whitey Bulger, Southie and The Departed sobre los crímenes que influyeron en Scorsese para crear la película, incluida la historia de James «Whitey» Bulger, en quien se basó el personaje de Jack Nicholson.

## Música

### Soundtrack
| Lista de canciones |                             |                                            |          |  |
| N.º                | Título                      | Artista                                    | Duración |  |
| 1.                 | «Comfortably Numb»          | Roger Waters (con Van Morrison y The Band) | 7:59     |  |
| 2.                 | «Sail On, Sailor»           | The Beach Boys                             | 3:18     |  |
| 3.                 | «Let It Loose»              | The Rolling Stones                         | 5:18     |  |
| 4.                 | «Sweet Dreams»              | Roy Buchanan                               | 3:32     |  |
| 5.                 | «One Way Out»               | The Allman Brothers Band                   | 4:57     |  |
| 6.                 | «Baby Blue»                 | Badfinger                                  | 3:36     |  |
| 7.                 | «I'm Shipping Up to Boston» | Dropkick Murphys                           | 2:34     |  |
| 8.                 | «Nobody but Me»             | The Human Beinz                            | 2:18     |  |
| 9.                 | «Tweedle Dee»               | LaVern Baker                               | 3:10     |  |
| 10.                | «Sweet Dreams (of You)»     | Patsy Cline                                | 2:34     |  |
| 11.                | «The Departed Tango»        | Howard Shore, Marc Ribot                   | 3:32     |  |
| 12.                | «Beacon Hill»               | Howard Shore, Sharon Isbin                 | 2:33     |  |
| 13.                | «Gimme Shelter»             | The Rolling Stones                         | 3:18     |  |

### Banda sonora original
La banda sonora de The Departed fue escrita por Howard Shore e interpretada por los guitarristas Sharon Isbin, G. E. Smith, Larry Saltzman y Marc Ribot. Se grabó en el propio estudio de Shore en el estado de Nueva York. El álbum, The Departed: Original Score, fue lanzado el 5 de diciembre de 2006 por New Line y producido por Jason Cienkus.
Scorsese describió la música como «un tango muy peligroso y letal» y citó la partitura de guitarra de Murder by Contract y la cítara en El tercer hombre como inspiración.